# Бевзенко-Зинкіна Наталія Михайлівна
Ната́лія Миха́йлівна Бевзе́нко-Зи́нкіна (9 червня 1934, Жмеринка, Вінницька область — 4 січня 2014, Одеса) — українська художниця театру, головний художник-постановник Одеського національного академічного театру опери та балету, заслужений художник України.

## Життєпис
Після закінчення художньо-педагогічного факультету художнього училища імені Грекова у 1956 році почала працювати декоратором в Одеському національному академічному театрі опери та балету. Від 1979 – в. о. головного художника, від 1986 – головний художник театру. 
Оформлялювала державні та ювілейні урочистості, присвячені Дню Незалежності України, 200-річчю Одеси, ювілейним датам Тараса Шевченка, 400-річчю від дня народження Богдана Хмельницького, 100-річчю від дня народження Леоніда Утьосова, пам'яті Давида Ойстраха, 125-річчю з дня Енріко Карузо, а також міжнародні музичні фестивалі в Угорщині, Болгарії, Китаї, Італії, Лівані та на Кіпрі.
Померла на 80-му році життя в ніч проти 4 січня 2014 року. Панахида відбулась у Спасо-Преображенському соборі Одеси. Похована на Другому християнському цвинтарі.

## Творчість
За роки роботи в Одеському національному академічному театрі опери та балету вона оформила близько 80 постановок, серед них: «Орлеанська діва», «Спляча красуня», «Лебедине озеро», «Лускунчик» П. Чайковського, «Аїда», «Бал-маскарад», «Ріголетто» Дж. Верді, «Катерина» М. Аркаса, «Запорожець за Дунаєм» С. Гулака-Артемовського, «Наталка Полтавка», «Пан Коцький» М. Лисенка, «Хованщина» М. Мусоргського, «Стежкою грому» К. Караєва, «Жізель» А. Адама. Мала персональні виставки.

## Вшанування
- Заслужений художник України (1991)
- У грудні 2023 року Постановою Верховної Ради України серед інших рекомендовано Кабінету Міністрів України на державному рівні у 2025 році забезпечити проведення урочистого відзначення ювілею мисткині[3].